# The Fox (1967)
The Fox é um filme canadense de 1967, do gênero drama, dirigido por Mark Rydell e estrelado por Sandy Dennis, Anne Heywood e Keir Dullea.